# Seleucidische jaartelling
De Seleucidische jaartelling, ook wel Seleucidische era of SE (Engels: Seleucid era (SE); Duits: Seleukidische Ära (SÄ); Latijn: Anno Graecorum (AG), lett. "jaar van de Grieken") was een tijdrekening die van de 4e eeuw v.Chr. tot ongeveer de 6e eeuw n.Chr. werd gebruikt in een groot deel van het Nabije Oosten en in Macedonië. Vooral de Seleuciden en de Parthen maakten er gebruik van, maar ook in Judea was het de gangbare jaartelling. Het was de eerste continue en onomkeerbare jaartelling ter wereld.
In feite waren er twee Seleucidische jaartellingen met eigen kalenders die een half jaar verschilden:
- De "Babylonische" telling, gebruikt in de Seleucidische en Parthische rijken, begint in april 311 v.Chr. Dit was het moment waarop de diadoch (opvolger van Alexander de Grote) Seleucus I Nicator de satrapie Babylonië heroverde op zijn rivaal Antigonos I Monophthalmos (die hem er in 316 v.Chr. had verdreven). Daarmee stichtte Seleucus zijn eigen rijk en dynastie, als grootste erfgenaam van het Macedonische Rijk, dat toen in feite al niet meer bestond.
- De "Macedonische" telling begint in oktober 312 v.Chr. met als beginpunt de Slag bij Gaza, waarbij Seleucus I als generaal van de Egyptische diadoch Ptolemaeus I Soter de zoon van zijn rivaal Antigonos -Demetrios Poliorketes- versloeg. Deze kalender werd aan het Macedonische hof en in Syrië gehanteerd.

Voorbeeld: Volgens de Seleucidische jaartelling, zowel de Babylonische als Macedonische, valt de periode april-september 2012 n.Chr. in het jaar 2324 SE. De periode oktober-maart 2013 n.Chr. valt volgens de Babylonische telling ook het jaar 2324 SE, maar volgens de Macedonische kalender behoort die tot het jaar 2325 SE. Dit verschil leidt vaak tot verwarring bij historisch onderzoek.
De Seleucidische jaartelling komt onder meer voor in I Makkabeeën, een deuterocanoniek boek van het Oude Testament, in bijvoorbeeld de passages 6:20, 7:1, 9:3, 10:1 enz.; een van de vele aanwijzingen dat de joods/Hebreeuws/Israëlitische cultuur destijds sterk gehelleniseerd was.
In Macedonië raakte de Seleucidische jaartelling in onbruik toen het onderdeel werd van het Romeinse Rijk, waar men de regeerjaren van consuls en later keizers gebruikte, en incidenteel de jaartelling Ab urbe condita, sinds 525 n.Chr. geleidelijk verdrongen door de christelijke jaartelling. In het Nabije Oosten werd de Seleucidische tijdrekening vanaf de 7e eeuw verdrongen door de islamitische jaartelling, maar nog beperkt gebruikt tot ongeveer 1200 n.Chr. door onder meer de Syrisch-orthodoxe patriarch Michaël I de Grote, en onder Jemenitische joden zelfs nog tot in de 20e eeuw n.Chr.